# Olivia Tapiero
Olivia Tapiero, née le 11 mars 1990 à Montréal, est une écrivaine, traductrice, musicienne et performeuse.

## Biographie
Olivia Tapiero détient une maîtrise en littérature, obtenue au Département de langue et de littérature françaises de l'Université McGill de Montréal. Elle a également complété une maîtrise en traductologie à l'Université Concordia.
Son premier roman, intitulé Les murs, lui a valu le prix Robert-Cliche 2009, et a été finaliste au Prix Senghor en 2010. Les murs raconte l'hospitalisation d'une jeune femme après une tentative de suicide ratée, et décrit, sans jamais l'expliquer, une "violence mentale [...] tournée vers la vie et toutes ses manifestations : l'émotion, la relation à l'autre, le plaisir de manger, de nommer les choses, la chaleur, la couleur." En 2010, l'auteure est nommée « Personnalité de la semaine La Presse/Radio-Canada ». En 2013, elle figure sur la liste des 10 auteurs à surveiller de Marie-Louise Arsenault (Radio-Canada).
En 2012, elle publie Espaces chez l'éditeur XYZ. Le livre, dont « l'écriture fragmentaire, poétique et imagée » aborde les questions de l'errance et du deuil, reçoit des critiques favorables au Québec et en France. Les personnages d'Espaces « se croisent sans se voir et déjà s’éloignent, comme si [ils] allaient vers leur mort, sans avoir vécu. Sans rencontre. » Selon Tapiero, le livre correspondrait à « une scène de danse sans danseurs ».
Phototaxie paraît en 2017 aux éditions Mémoire d'encrier. Ce texte, qui marque une rupture avec la forme romanesque, est caractérisé par « une radicalisation de l'expression. Autrement dit, la prose de Phototaxie s'approche dangereusement de la désintégration. [...] le texte inclut sa propre désintégration. Elle agit de l'intérieur ». La traduction anglaise de cet ouvrage, Phototaxis, signée par Kit Schluter et publiée chez l'éditeur américain Nightboat Books en 2021, est nommée finaliste au Lambda Literary Awards en 2022.
On peut lire les poèmes et les essais de Tapiero dans diverses revues, au Québec, en France et en Corée.
Rien du tout, ouvrage entre-genre publié en 2021, a été retenu comme finaliste au Grand Prix du livre de Montréal et aux Prix littéraires du Gouverneur Général.

## Œuvre
- Le Rêve et l'Enfermement, Centre d'animation de français (CANIF), Cegep du Vieux Montréal, coll. « 22 p. », Montréal, 2009 (lire en ligne)
- Les Murs, VLB éditeur, coll. « Fictions », Montréal, 2009, 160 p.  (ISBN 9782896490943).
- Espaces, XYZ éditeur, coll. « Romanichels », Montréal, 2012, 132 p.  (ISBN 9782892617177).
- Phototaxie, Mémoire d'encrier « Roman », Montréal, 2017, 130 p. (lire un extrait en ligne)
- Chairs (codirection avec Marie-Ève Blais), Triptyque, coll. « Encrages », Montréal, 2019, 204 p.  (ISBN 9782898010774)
- Rien du tout, Mémoire d'encrier, Montréal, 2021, 136 p.[15]
- Phototaxis (trans. Kit Schluter), 2021, 128 p.  (ISBN 978-2-89606-179-2)[16]
- Un carré de poussière, éditions du commun et éditions de la rue Dorion, Rennes et Montréal, 2025, 192 p. (ISBN 978-2-89606-179-2)[17]

## Traductions littéraires
- Quand les agneaux s'élèvent contre l'oiseau de proie, Anne Boyer, Éditions Varia, Montréal, 2022, 204 p.  (ISBN 9782896061792)[18]
- Difficult Women, Roxane Gay, Mémoire d'encrier, Montréal, 2022, 352 p.  (ISBN 9782897128401)[19]
- Histoire de mon corps bref, Billy Ray Belcourt, cotraduit avec Arianne Des Rochers, Triptyque, Montréal, 2023, 102 p.  (ISBN 978-2-89801-199-3)[20]